# تاگونداینگ
تاگونداینگ (به لاتین: Thanbyuzayat) یک منطقهٔ مسکونی در میانمار (برمه) است که در ناحیه مولوی واقع شده است.